# Luigi Gibelli
Luigi Gibelli (fl. XIX secolo) è stato un pittore italiano.

## Biografia
Figlio dello scultore Cesare Gibelli, Luigi Gibelli è stato un pittore bolognese specializzato nell'encausto, attivo nella prima metà del XIX secolo. Lavorò spesso in collaborazione con il pittore figurista Filippo Pedrini.
Alcuni suoi monumenti dipinti sono conservati nel Chiostro III del cimitero monumentale della Certosa di Bologna: si ricordano il monumento a Brigida Giorgi Banti, il monumento delle famiglie Chiesa e Bini, il monumento a Giovanni Ferrari, il monumento a Ginevra Pepoli e Marina Grimani.

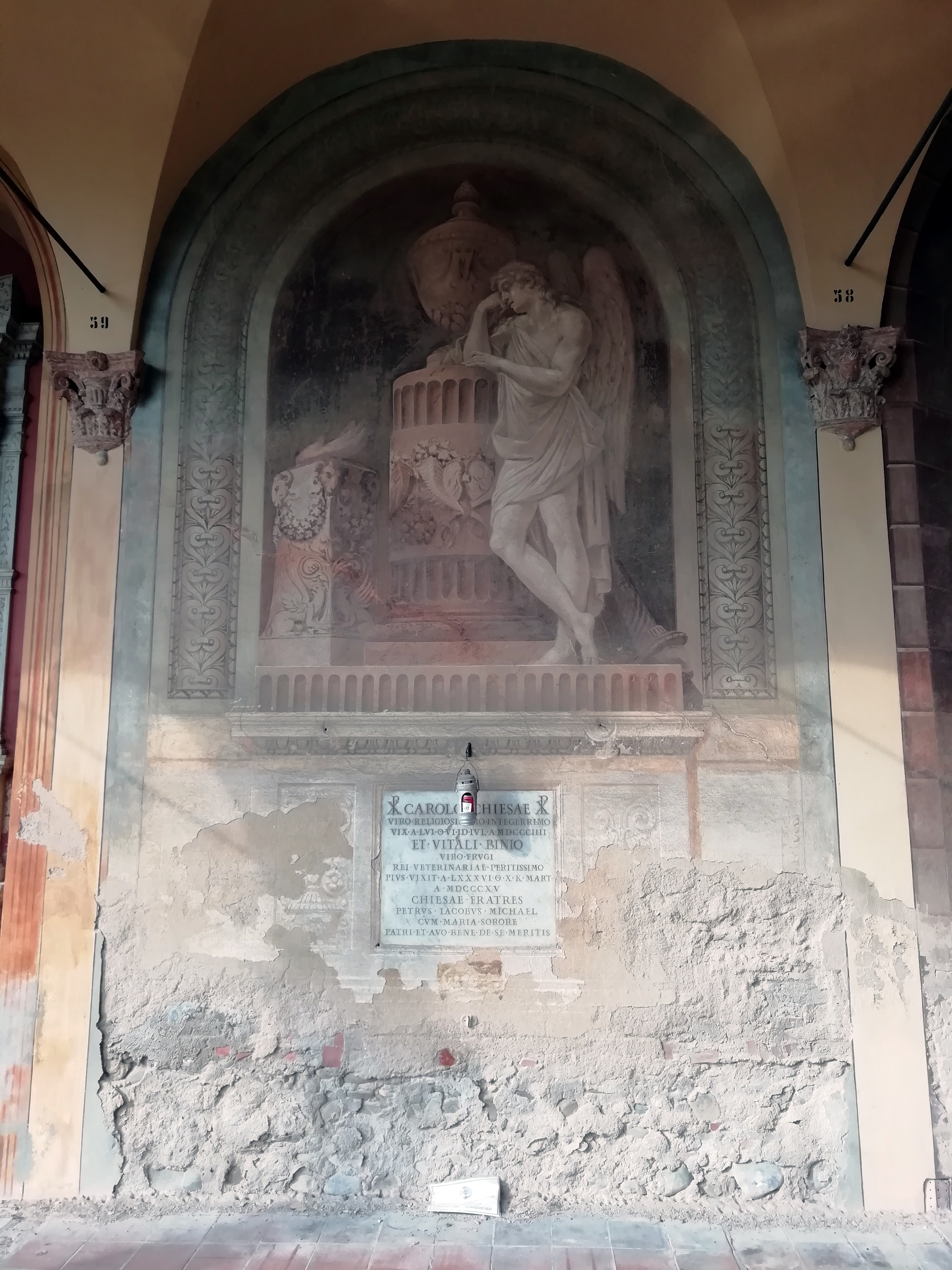
Il monumento Chiesa - Bini
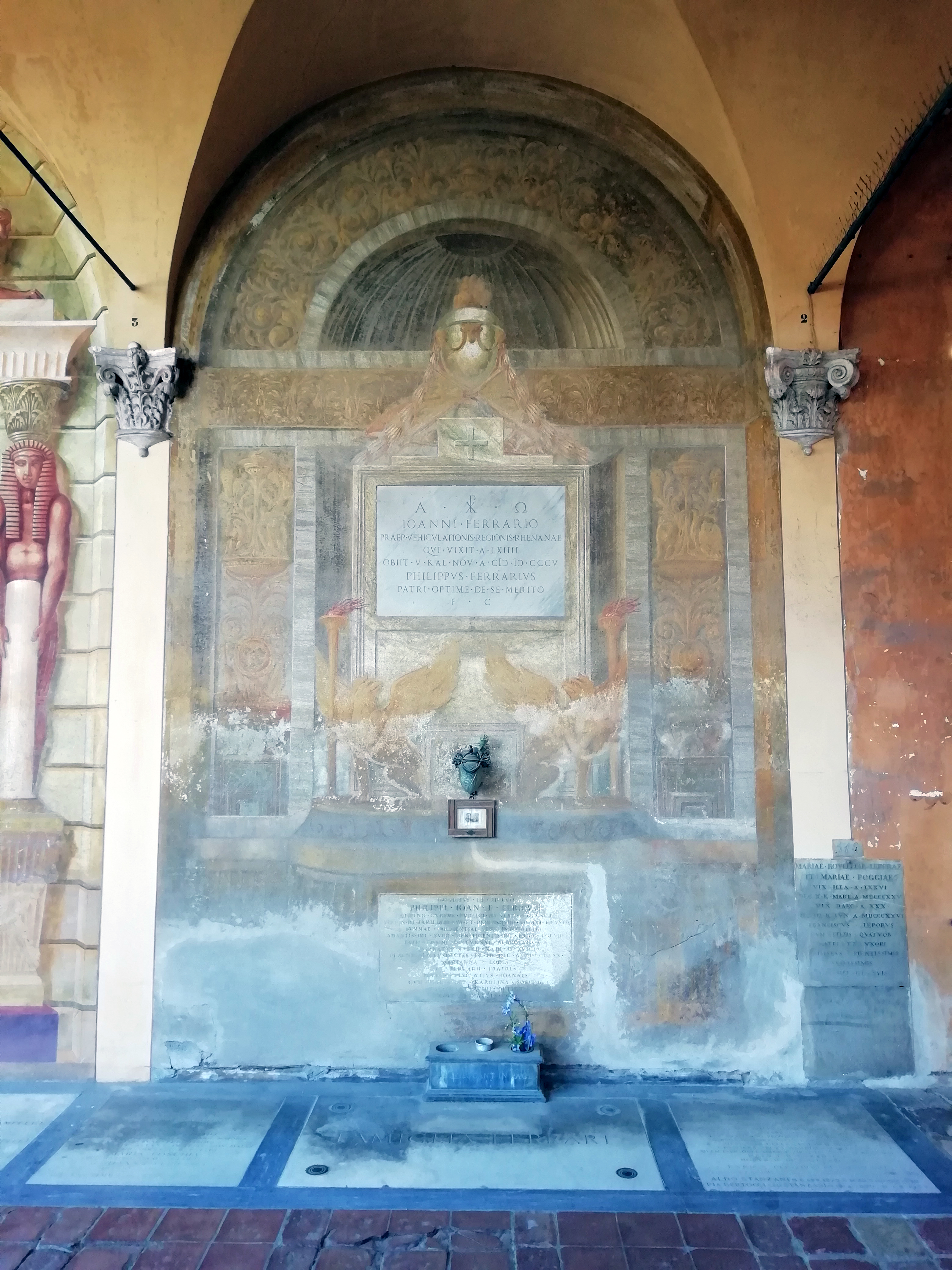
Il monumento a Giovanni Ferrari
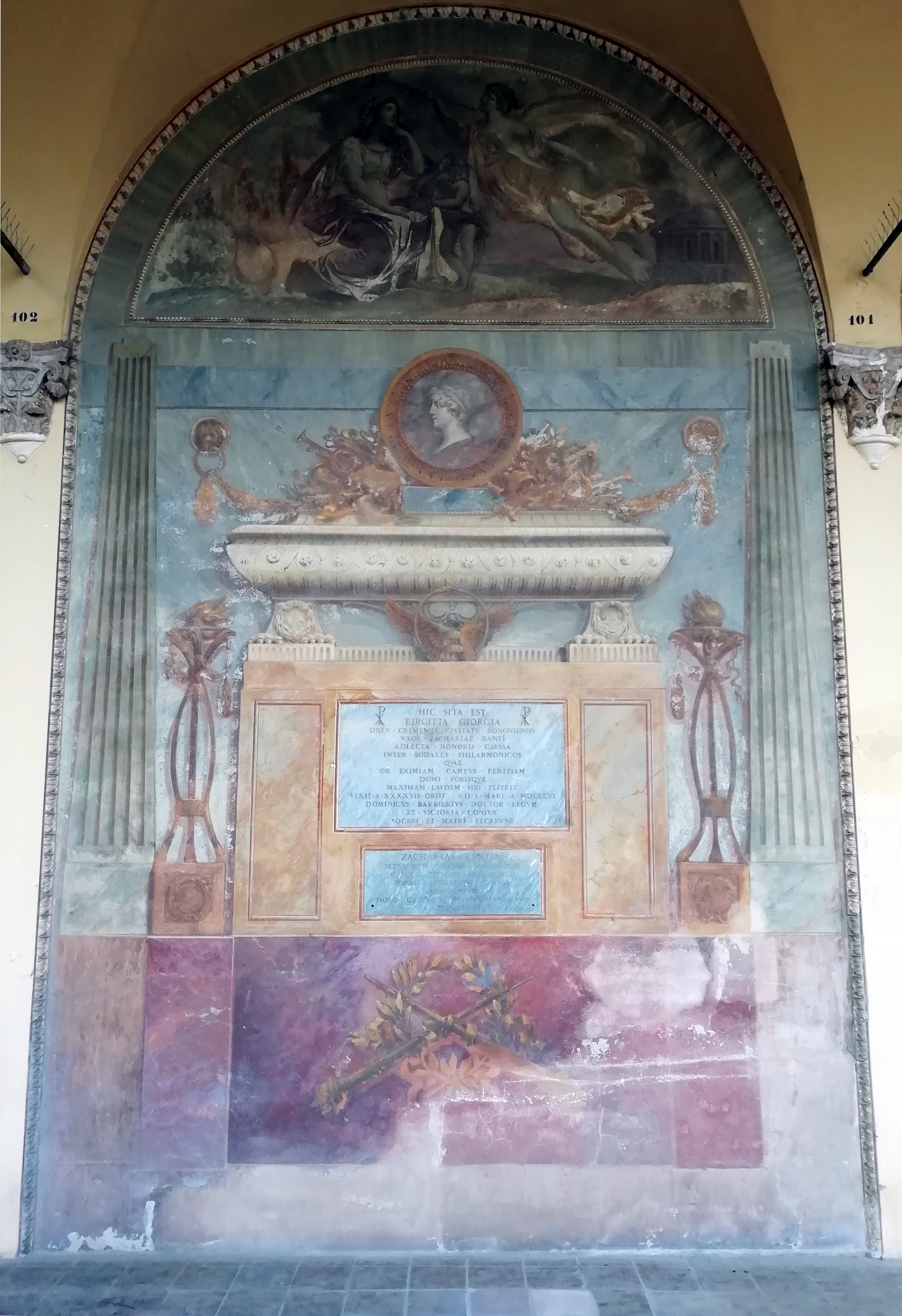
Il monumento Giorgi Banti